# Egisto Pandolfini
Egisto Pandolfini (* 19. Februar 1926 in Lastra a Signa; † 29. Januar 2019 in Florenz) war ein italienischer Fußballspieler, der mit der Nationalmannschaft seines Heimatlandes an den Fußball-Weltmeisterschaften 1950 in Brasilien und 1954 in der Schweiz teilnahm.

## Karriere
Egisto Pandolfini wurde 1926 in Lastra a Signa, einem kleinen Ort in der Provinz Florenz, geboren. Seine fußballerische Karriere begann er im Jahre 1945 beim AC Florenz, den er jedoch bereits nach einem Jahr wieder verließ, um sich dem FC Empoli anzuschließen. Doch auch in Empoli wurde er nicht glücklich und kehrte, nachdem er ein weiteres Jahr bei SPAL Ferrara gespielt hatte, zu seinem Heimatverein zurück. Bei der Fiorentina blieb Pandolfini dann vier Jahre. 1952 ging er weiter in die italienische Hauptstadt zum AS Rom. Da die Roma damals gerade aus der Serie B aufgestiegen war und nicht ihre heutige Stärke hatte, gewann Pandolfini auch mit diesem Verein keinen Titel. Nach vier Jahren in Rom wechselte er 1956 zum Ligakonkurrenten Inter Mailand, wo er sich jedoch nicht wirklich durchsetzen konnte und nach zwei Jahren wieder zu SPAL Ferrara ging. Nach einer weiteren Station in Empoli beendete Egisto Pandolfini 1962 seine Karriere, ohne einen Titel zu gewinnen, obwohl er bei drei großen italienischen Vereinen gespielt hatte. Insgesamt absolvierte er in der Serie A in zwölf Jahren 316 Spiele für verschiedene Vereine, wobei ihm 75 Tore gelangen. 
Auch in der italienischen Fußballnationalmannschaft war Egisto Pandolfini aktiv. Mit der Squadra Azzurra nahm er an den Fußball-Weltmeisterschaften 1950 in Brasilien und 1954 in der Schweiz teil. 1950 schied Italien bereits nach der Vorrunde aus, wobei die Mannschaft schwer unter dem im Jahr zuvor passierten Flugunfall von Superga litt, bei dem nahezu die gesamte Mannschaft des Grande Torino und damit auch der Rumpf der italienischen Nationalmannschaft getötet wurde. Pandolfini kam bei dieser Weltmeisterschaft in einem Spiel, nämlich dem Vorrundenspiel gegen Paraguay (2:0) zum Einsatz und erzielte gleich den Treffer zum 2:0 gegen die Südamerikaner. Vier Jahre später in der Schweiz kamen die Italiener erneut nicht über die Vorrunde hinaus. Diesmal stellten England und die Schweiz ein unüberwindbares Hindernis dar. Egisto Pandolfini wurde bei der Endrunde in allen beiden Vorrundenspielen der Südeuropäer sowie im Entscheidungsspiel um den zweiten Tabellenplatz, das man gegen den Gastgeber verlor, eingesetzt. Erneut gelang ihm ein Tor, und zwar das zum 1:0 beim 4:1-Sieg gegen Belgien. Eine dritte Weltmeisterschaft erlebte Pandolfini nicht, denn er beendete seine Nationalmannschaftskarriere bereits 1957 nach 21 Einsätzen, in denen ihm neun Tore gelangen. Beim WM-Qualifikationsspiel am 26. Mai 1957 gegen Portugal war er zusammen mit Giampiero Boniperti nochmals als Halbstürmer aktiv gewesen.